# Красносільська волость (Полонський повіт)
Красносільська волость — адміністративно-територіальна одиниця Житомирського повіту Волинської губернії з центром у селі Красносілки.
Станом на 1885 рік складалася з 17 поселень, 12 сільських громад. Населення — 6319 осіб (2779 чоловічої статі та 3540 — жіночої), 632 дворових господарства.
|                     | Площа, дес. | У тому числі орної, десятин |
| ------------------- | ----------- | --------------------------- |
| Сільських громад    | 4864        | 3696                        |
| Приватної власності | 7625        | 4375                        |
| Казенної власності  | 583         | —                           |
| Іншої власності     | 318         | 172                         |
| Загалом             | 13390       | 8243                        |

Основні поселення волості:
- Красносілки — колишнє власницьке село за 64 версти від повітового міста, волосне правління, 884 особи, 125 дворів, православна церква, поштова станція, постоялий будинок, водяний млин.
- Великий Браталів — колишнє власницьке село, 557 осіб, 63 двори, православна церква, постоялий будинок, кузня, вітряк.
- Вищикуси — колишнє власницьке село, 378 осіб, 47 дворів, православна церква, водяний млин.
- Кулки (Мошанці) — колишнє власницьке село, 700 осіб, 91 двір, православна церква, школа, постоялий будинок, водяний млин, вітряк, винокуренний завод.
- Стовпове — колишнє власницьке село, 870 осіб, 79 дворів, православна церква, постоялий будинок.
- Хижинці — колишнє власницьке село, 489 осіб, 52 двори, православна церква, постоялий будинок, водяний млин.